# Agneta Andersson
Agneta Andersson, švedska kanuistka, * 25. april 1961, Karlskoga, Švedska, † 8. oktober 2023.